# كوبع (حبيش)

تعديل مصدري - تعديل

كوبع محلة تابعة لقرية المعشار، التابعة لعزلة بني شبيب بمديرية حبيش إحدى مديريات محافظة إب في الجمهورية اليمنية، بلغ تعداد سكانها 109 حسب تعداد اليمن لعام 2004.